# زنان در ازبکستان
وضعیت اجتماعی و حقوقی زنان در ازبکستان تحت تأثیر آداب بومی، مذهب، حکومت شوروی و تغییر هنجارهای اجتماعی از زمان استقلال ازبکستان بوده‌است.

## بهداشت
در دسترس بودن داروهای ضد بارداری و مراقبت‌های بهداشتی مادران مختلط است. ۶۲٫۳٪ از زنان در سال ۲۰۰۳ از داروهای ضد بارداری رایگان استفاده می‌کردند. با این حال ، سازمان ملل متحد تخمین می‌زند که حدود ۷/۱۳ درصد از زنان در ازبکستان که مایل به جلوگیری از تأخیر هستند یا تأخیر در بارداری بعدی دارند ، به دلیل دسترسی محدود به داروهای ضد بارداری قادر به انجام این کار نیستند. در سال ۲۰۰۰ ، حدود ۲۰٫۹۰۰ ماما در کشور وجود داشت.

## خودکشی
خودسوزی یک نوع رایج از خودکشی در میان زنان در ازبکستان است. در سال ۲۰۰۱ تخمین زده می‌شد که تقریباً ۵۰۰ زن در سال خود را به دلیل موقعیتهای سوء استفاده می‌کشند.

## قاچاق
سازمان ملل برخی تلاش‌های دولت را برای محدود کردن قاچاق انسان به رسمیت شناخته‌است. به عنوان مثال قاچاق مجازات حبس از پنج تا هشت سال دارد. 
با این وجود ، قاچاق کالا همچنان ادامه دارد ، زیرا ازبکستان هم تامین کننده و هم مصرف کننده زنان در قاچاق است. قاچاق کالا به عنوان گسترش تجارت "شاتل" اتفاق می‌افتد. زنان به عنوان گردشگر با وعده‌های اشتغال به عنوان پرستار بچه، آموزگار یا بچه دار فرستاده می‌شوند ، اما اغلب به کار در صنعت سکس می‌پردازند.

## فرصت‌های اقتصادی
نقش‌های جنسیتی در اقتصاد در دوره اتحاد جماهیر شوروی تغییر کرده و همچنان در استقلال تغییر می‌کند. در حالی که کشور ازبک برای کمک به افزایش فرصت‌های اقتصادی برای زنان برنامه‌هایی در دست اجرا دارد ، مشکلات مداوم وجود دارد. به عنوان مثال ، بازار کار از نظر جنسیتی جدا است و معمولاً به زنان دستمزد کمتری پرداخت می‌شود. پرسنل غیر ماهر در بخش غیر تولید تقریباً به طور کامل از زنان تشکیل شده‌است. همچنین زنان نمی‌توانند برای شبانه کار یا اضافه کاری استفاده شوند. از سال ۲۰۰۳ قانون مشخصی در مورد آزار و اذیت جنسی وجود نداشت. 
مادران دارای فرزند معلول یا بسیاری از فرزندان می‌توانند ۵ سال زودتر از سن تعیین شده بازنشستگی بازنشسته شوند.

## حقوق قانونی زنان
از سال ۲۰۰۴ قانون انتخابات ازبکستان احزاب سیاسی را ملزم به معرفی حداقل ۳۰ درصد کاندیداهای زن برای پارلمان می‌کند. با این حال ، کمبود نمایندگی زنان در تمام سطوح حکومتی کشور ازبکستان کامل دیده می‌شود.